# Церковь Спаса Нерукотворного Образа (Знаменское)
Церковь Спаса Нерукотворного Образа — недействующий православный храм расположенный в урочище Знаменское Чернского района Тульской области.

## История
Время возникновения прихода неизвестно, нет возможности определить происхождение названия его Девочкиным, название же Знаменское произошло от приходского храма. В народе приход был известен под названием Желябово, Хотянка и Пятницкое. Первые два названия произошли от фамилий бывших тут помещиков, последнее — от древнего Пятницкого храма, бывшего в приходе. О существовавшем когда-то в приходе Пятницком храме сведений не сохранилось.
Строительство церкви было начато в 1835 году на средства местной помещицы Александры Васильевны Желябужской. Окончательная отделка храма была произведена на средства Н. С. Скребницкого, подпоручика Н. Стефановича, и чернского купца Аленичева-Попова. Колокольни при храме нет. Придельный алтарь храма, во имя Знамения Божией Матери, был освящен 12 ноября 1842 года и в нём совершалось богослужение до 1870 года, когда 28 октября был освящен и главный престол храма.
Приход состоял из села и деревень Растопчина, Тёмного, Переведенной и Слободки. По состоянию на 1858 год их население составляло 653 человека мужского пола и 682 женского пола.
В селе с 1891 года действовала земская школа. После установления советской власти храм был закрыт. В настоящее время заброшен, находится в аварийном состоянии. Здание храма не включено в список объектов культурного наследия.